# مقاطعة إسكوبية

موقع مقاطعة سكوبجي

إسكوبية هي إحدى مقاطعات جمهورية مقدونيا الثمانية وتضم سبع بلديات.